# Южный (Отрадненский район)
Южный — посёлок в Отрадненском районе Краснодарского края. Входит в состав Благодарненского сельского поселения. 

## Географическое положение
Селение расположено в восточной части Отрадненского района, в 12 км к юго-востоку от центра сельского поселения — Благодарное и в 14 км к востоку от районного центра — Отрадная. 

## История
Посёлок основан в 1931 году. 

## Население
| 2002 | 2010 |
| ---- | ---- |
| 349  | ↗354 |

## Улицы
- ул. Гагарина,
- ул. Мира,
- ул. Нагорная,
- ул. Пионерская,
- ул. Раздольная,
- ул. Труда,
- ул. Школьная.